# Bretigny (Francia)
Brétigny è un comune francese di 937 abitanti situato nel dipartimento della Côte-d'Or nella regione della Borgogna-Franca Contea.
Nel 1360 viene qui firmato il celebre Trattato di Brétigny, che avrebbe dovuto sancire la fine della Guerra dei Cent'anni e assegnò agli inglesi un vasto territorio di cui facevano parte Bordeaux e Calais.

## Società

### Evoluzione demografica
Abitanti censiti